# Sadistico
Sadistico (Alternativtitel: Sadistico – Wunschkonzert für einen Toten; im Fernsehen unter dem Titel Tödliche Melodie; Originaltitel: Play Misty for Me) ist ein US-amerikanischer Thriller von Clint Eastwood aus dem Jahr 1971.

## Handlung
Dave Garver lebt in der idyllischen Kleinstadt Carmel-by-the-Sea in Kalifornien und arbeitet dort als DJ bei dem lokalen Radiosender KRML. Zu Beginn sieht man, wie er bei seiner Freundin Tobie Williams, die ein Haus in den Carmel Highlands hat, durchs Fenster schaut, hinter dem ein Porträt von ihm steht, das sie gerade gemalt hat. Anschließend fährt er mit seinem Auto, einem Jaguar XK 150, auf dem Highway 1 über die berühmte Bixby Bridge zu seinem Studio, wo er mit seinem Freund Al Monte regelmäßig eine nächtliche Jazz-Sendung moderiert. Danach fährt er noch nach Monterey zu seiner Stammkneipe „Sardine Factory“, 701 Wave Street, Ecke Prescott Avenue. Dort sagt ihm der Barkeeper Murphy, dass bereits eine Frau auf ihn warte. Diese stellt sich als Evelyn Draper vor, die er danach noch nach Hause bringt. Sie offenbart ihm dort, dass sie jene Anruferin ist, die ihn jede Nacht bittet, Misty von Erroll Garner zu spielen. Dave und Evelyn verbindet für kurze Zeit eine sexuelle Beziehung, die dann von Dave beendet wird.
Dave wird nun von Evelyn immer mehr belästigt. Sie beobachtet ihn heimlich, etwa, wenn er sich mit seiner Freundin Tobie trifft. Außerdem lässt sich Evelyn in einer passenden Situation Daves Wohnungsschlüssel nachmachen, um somit Zutritt zu seiner Wohnung zu bekommen. 
Die Situation eskaliert, als sich Dave in einem Restaurant in Monterey mit Madge Brenner, einer älteren Dame,  trifft. Sie möchte ihn gern für ein neues, moderneres Radioformat interessieren. Evelyn, die ihn verfolgte, beschimpft dort beide in übelster Weise, so dass Dave sie gewaltsam zu einem Taxi bringt, das sie nach Hause fahren soll. Stattdessen geht sie wieder zu Dave und verwüstet dessen Wohnung. Dabei wird sie von seiner Haushälterin Birdie überrascht. Evelyn fällt mit einem Messer über sie her und fügt ihr in wilder Raserei lebensgefährliche Schnittverletzungen zu. Birdie wird ins Krankenhaus gebracht, und Evelyn wird festgenommen. Sergeant McCallum, der die Untersuchung leitet und annehmen muss, dass Dave und Evelyn sich schon länger kennen, stellt ihm dabei noch einige Fragen zu ihrer Person, die er aber nicht beantworten kann.
Dave glaubt nun, endlich wieder Ruhe zu finden. Er verbringt mit seiner Freundin einen romantischen Tag am Meer, und beide besuchen ein Konzert des Monterey Jazz Festival, bei dem u. a. Johnny Otis und die Cannonball Adderley Group auftreten, mit Cannonball Adderley (Saxofon), Joe Zawinul (Keyboards), Walter Booker (Bass) und Roy McCurdy (Drums). Die Band spielt den Titel Country Preacher.
Er berichtet über das Festival auch in seiner Radioshow, als er plötzlich wieder einen Anruf von Evelyn erhält, die sich erneut Misty wünscht. Sie behauptet, sie sei gerade auf dem Flughafen San Francisco, um sich dann auf Hawaii eine neue Arbeit zu suchen. Sie sei aus der Haft entlassen worden und entschuldigt sich für ihr Verhalten. Außerdem hat sie eine Therapie gemacht. Zum Schluss zitiert sie noch aus einem Liebesgedicht.
In der Nacht wacht Dave schweißgebadet auf, weil er glaubt, Evelyn sei in seiner Wohnung. Da erhält er einen Anruf von Sergeant McCall, der ihn kurz darauf besucht und ihm mitteilt, sie sei vor einer Woche „bedingt“ aus der Haft entlassen worden und bis zur Gerichtsverhandlung auf freiem Fuß. Beide machen sich nun Sorgen um Daves Freundin Tobie, die sehr einsam wohnt. McCall will ihr sicherheitshalber einen Besuch abstatten, und Dave beschreibt ihm den Weg: „Sie wohnt an der Steilküste in der Spindrift Road, das vierte oder fünfte Haus ist es, Williams steht am Briefkasten.“ Dave kündigt Tobie den Besuch vorher telefonisch an und bittet sie, ansonsten niemandem zu öffnen. Sie sagt, sie sei allein, nur ihre Mitbewohnerin „Annabel“ sei bei ihr. Der Zuschauer sieht, dass es sich dabei um Evelyn handelt. Beim Betrachten des Porträts von David verrät sie außerdem, dass sie ihn kennt, und nähert sich Tobie daraufhin mit einem Messer.
Zur selben Zeit findet Dave heraus, dass Evelyn am Telefon aus Edgar Allan Poes Gedicht Annabel Lee zitierte. Als er Tobie anruft, um sie vor „Annabel“ zu warnen, ist diese selbst am Telefon und sagt nur: „Wir warten auf dich, Baby.“ Er fährt nun sofort selbst zu Tobie, die von Evelyn inzwischen gefesselt wurde. Sergeant McCall ist als Erster bei ihrem Haus und wird von Evelyn, die ihm bereits auflauerte, mit einer Schere ermordet. Als Dave kurz darauf ebenfalls eintrifft, sieht er sofort dessen Leiche. Im Haus gelingt es Dave schließlich, Evelyn, die sich mit einem Messer auf ihn stürzt, mit einem Faustschlag zu überwältigen. Sie fällt vom Balkon der Wohnung ins Meer, wobei sie mehrfach auf Felsen aufschlägt. In der Schlussszene sieht man sie tot im Wasser treiben.

## Hintergrund
Der Film wurde in zwei Städten in Kalifornien gedreht, in Carmel-by-the-Sea, dem Heimatort von Eastwood, in dem er 1986 bis 1988 auch Bürgermeister war, und im benachbarten Monterey. Das 1968 eröffnete Restaurant „Sardine Factory“ in Monterey, 701 Wave Street, in dessen Bar Dave zum ersten Mal auf Evelyn trifft, existiert noch heute unter derselben Bezeichnung. Für Tobies Haus wurde ein Haus in den Carmel Highlands gewählt, 162 Spindrift Road.
Das Monterey Jazz Festival, bei dem eine Szene entstand, fand vom 18. bis 20. September 1970 statt, wie jedes Jahr in den Monterey County Fairgrounds. Die Cannonball Adderley Group und Johnny Otis, die im Film zu sehen sind, traten am 19. September auf. In seiner Radioshow nennt Dave noch drei andere beteiligte Künstler: Duke Ellington, Woody Herman und Joe Williams. Clint Eastwood gehörte später 15 Jahre zu den Board of Directors des Festivals.

## Synchronisation
| Darsteller     | Deutsche Stimme     |
| -------------- | ------------------- |
| Clint Eastwood | Rolf Schult         |
| Jessica Walter | Brigitte Grothum    |
| Donna Mills    | Helga Anders        |
| John Larch     | Arnold Marquis      |
| Irene Hervey   | Inge Landgut        |
| James McEachin | Al Monte            |
| Clarice Taylor | Lola Luigi          |
| Don Siegel     | Heinz Theo Branding |
| Duke Everts    | Gerhard Schinschke  |

Quelle:

## Kritik
Roger Ebert schrieb in der Chicago Sun-Times, der Film sei künstlerisch nicht mit Psycho gleichwertig, aber biete dem Publikum viel Nervenkitzel („but in the business of collecting an audience into the palm of its hand and then squeezing hard, it is supreme“). Die Spannung beruhe nicht auf – durchaus vorhandenen – Überraschungen, sondern auf dem, wozu eine fremde Frau fähig sei. Als Eastwoods Regiedebüt sei der Film ein guter Anfang. Die Darstellung von Jessica Walter sei wirkungsvoll; Eastwood zeige in seiner Darstellung, dass er die Persönlichkeit des gespielten Charakters verstehe.
Roger Greenspun schrieb in der New York Times vom 4. November 1971, der Film schwächele von Anfang an. Das Problem sei die Regie von Clint Eastwood, der zu viel „einfache Entscheidungen“ treffe – betreffend genauso den Aufbau der Atmosphäre wie auch die Schauspielerführung. Problematisch sei ebenfalls die „ausdruckslose“ Darstellung von Clint Eastwood selbst.

„Ein Psychothriller von und mit Clint Eastwood, bei dem der Hauptdarsteller dem debütierenden Regisseur im Wege stand. In keiner Phase der fesselnd geschriebenen Story gelingt es, die psychische Entwicklung der Protagonisten glaubhaft zu machen. Nur gelegentlich tauchen besser inszenierte Actionszenen auf, für die offenbar Don Siegel, Eastwoods früherer Lehrmeister, verantwortlich ist.“

## Auszeichnungen
Jessica Walter wurde im Jahr 1972 für den Golden Globe Award in der Kategorie Beste Hauptdarstellerin – Drama nominiert.